# Raffinos
Raffinos, eller melitos, C18H32O16, är en trisackarid sammansatt av galaktos, glukos och fruktos. Ämnet finns i bland annat sockerbetor.

## Egenskaper
Raffinos bildar ett i vatten lättlösligt, färglöst pulver utan söt smak. Raffinos kan hydrolyseras till D-galaktos och sackaros av enzymet α-galaktosidas (α-GAL), ett enzym som inte finns i den mänskliga matsmältningen. α-GAL hydrolyserar även andra a-galaktosider såsom stackyos, verbaskos och galaktinol, i förekommande fall. 
Raffinos tas inte upp i kroppen, men bakterierna i tjocktarmen bryter ned den, vilket resulterar i gasbildning vid stor konsumtion av sojabönor och andra ärtväxter.
Raffinos orsakar problem under sackarostillverkning, eftersom den stör både kristallisationen och sackarosanalyserna.

## Förekomst
Raffinos kan hittas i bönor, kål, brysselkål, broccoli, sparris, andra grönsaker och hela korn. 

## Användning
Raffinos kan användas vid bakterieodling.